# Selwyn (Ontario)
Pour les articles homonymes, voir Selwyn.
Selwyn est un canton situé dans le comté de Peterborough, au centre-est de l'Ontario, au Canada.
Anciennement nommé Smith-Ennismore-Lakefield, le canton a changé de nom en 2012.

## Démographie
| 2001   | 2006   | 2011   | 2016   |
| ------ | ------ | ------ | ------ |
| 16 414 | 17 413 | 16 846 | 17 060 |